# مير جاسم بك
مير جاسم بك بن حسن بك كان من زعماء اليزيدية، فهو الأمير الثامن لشيخان وجميع اليزيديين حتى وفاته.
خلف أخاه مير علي بك الأول في زعامة اليزيديين بعد أن قُتل سنة 1833 في منطقة شلال كلي علي بك في جبال راوندوز، وهذا الشلال يحمل اسمه.
خلفه ابن أخيه مير حسن.